# راین-نکار
راین-نکار (به آلمانی: Metropolregion Rhein-Neckar) یک منطقه شهری در آلمان است که در راینلاند-فالتس واقع شده‌است.

## خصوصیات
راین-نکار ۲٬۳۶۲٬۰۰۰ نفر جمعیت دارد.